# Heliophorus coruscans
Heliophorus coruscans är en fjärilsart som beskrevs av Moore 1882. Heliophorus coruscans ingår i släktet Heliophorus och familjen juvelvingar. Inga underarter finns listade i Catalogue of Life.